# Keith Howland
Keith Howland (Silver Spring, Maryland, 14 de agosto de 1964) es un guitarrista y cantante estadounidense. Desde 1995-2021 ha sido el guitarrista principal de la veterana banda de pop-rock Chicago.

## Biografía
Howland comenzó a tocar la guitarra a la edad de siete años, participando en varias bandas durante sus años escolares. Asistió a la escuela primaria en Richmond, Virginia, y se graduó de la Universidad James Madison en 1986 con un título en comunicaciones. En 1987, Keith se mudó a Los Ángeles y tomó un trabajo con Andy Brauer Studio Rentals, lo que le ayudó a hacer contactos inestimables en la industria de la música. También continuó tocando tanto como fue posible, incluyendo una gira de verano en 1993 con Rick Springfield.
En 1995, Chicago estaba buscando un nuevo guitarrista principal después de la salida de Dawayne Bailey. Howland era un fanático desde hace mucho tiempo de la banda y de su guitarrista y cofundador, Terry Kath. Howland apareció sin invitación en las audiciones y logró una reunión casual con el bajista de la banda, Jason Scheff. Hizo una audición de último minuto y se le ofreció el trabajo el mismo día.
En noviembre de 2007, Keith lanzó un álbum titulado KeCraig. Este álbum comenzó como una sesión improvisada en noviembre de 2007 con su hermano Craig. Su último proyecto en solitario es una colaboración con el ex tecladista, guitarrista y vocalista de Chicago, Bill Champlin, en el álbum solista 2008 de Champlin No Place Left to Fall.
A fines de noviembre de 2021, Howland se tomó una breve licencia debido a su muñeca rota, mientras que el guitarrista Tony Obrohta lo reemplazó durante el resto de noviembre. El 1 de diciembre de 2021, Howland anunció oficialmente su renuncia a la banda después de más de 27 años debido a las giras de la banda durante la mayor parte de cada año, y Obrohta lo reemplazó.